# Tarantela

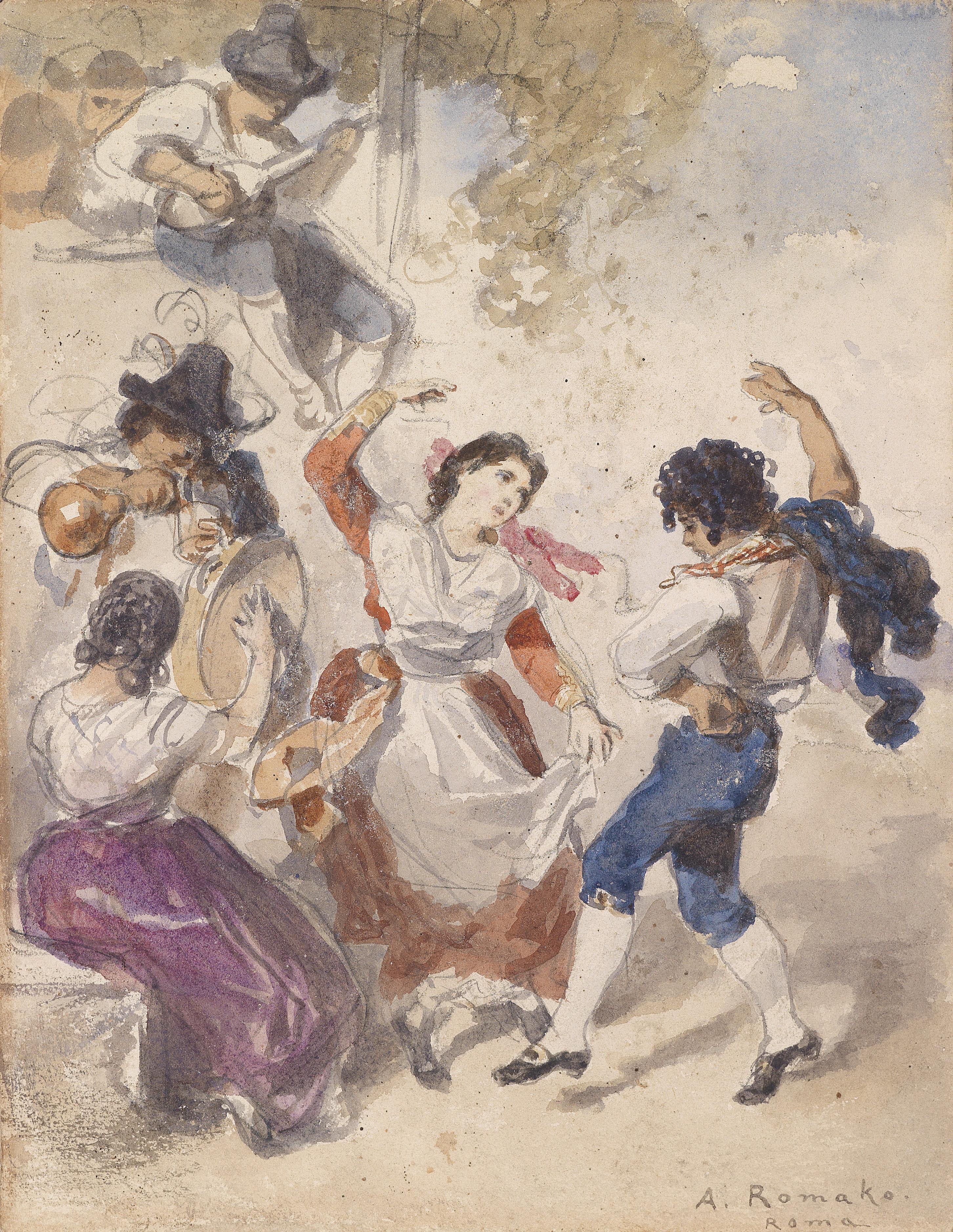
Anton Romako: Tanečníci tarantely

Tarantela je lidový tanec z jižní Itálie, nejčastěji v 6/8 rytmu, pro který je charakteristický doprovod tamburíny a mandolíny.
Tanec je spojován s jevem zvaným tarantismus: v oblasti okolo města Taranto trpěly ženy často psychickými poruchami, které údajně způsobovalo kousnutí tarantule (pravděpodobněji však záchvaty apatie a zmatenosti byly psychosomatického původu a souvisely s podřadným postavením ženy v tehdejší společnosti a omezeními v partnerském životě). Postižená byla léčena hudbou, na kterou musela tančit co nejrychleji, až upadla do extáze, terapie trvala až deset dní. R. Lowe Thompson odvozuje původ tance od starověkých bakchantek, od 16. století byl rituál spojen s kultem svatého Pavla. Tarantela se proto začala tančit při procesích na 29. června a vznikla řada krajových variací, jako je pizzica, viddaneddha nebo tammurriata.
V období romantismu se styl tarantely začal uplatňovat také v umělé vážné hudbě (Gioacchino Rossini, Frederyk Chopin, Fanny Mendelssohnová, Casimir Gide, Ottorino Respighi). Tanečníci sicilské tarantely se objevili i ve filmu Kmotr.